# Houssayanthus monogynus
Houssayanthus monogynus là một loài thực vật có hoa trong họ Bồ hòn. Loài này được (Hoffmanns. ex Schltdl.) Ferrucci mô tả khoa học đầu tiên năm 1987.